# Bistum Ngong
Das Bistum Ngong (lateinisch Dioecesis Ngongensis) ist eines von fünf römisch-katholischen Bistümern in Kenia, das als Suffragan dem Erzbistum Nairobi untersteht. Sitz des Bistums ist Karen, ein Vorort von Nairobi.

## Geschichte
Das Bistum wurde am 20. Oktober 1959 als Apostolische Präfektur aus dem Bistum Kisumu und dem Erzbistum Nairobi heraus gegründet. Am 9. Dezember 1976 wurde die Apostolische Präfektur Ngong zum eigenständigen Bistum erhoben. Das Bistum liegt in der Region Ngong, der Heimat der Massai, im südlichen Kenia an der Grenze zu Tansania und umfasst die ehemaligen Verwaltungsbezirke Kajiado, Narok und Transmara in den heutigen Countys Kajiado und Narok.
Das Bistum hat 29 Pfarrgemeinden und betreibt zwei High Schools (Jungen/Mädchen), vier Grundschulen, ein Hospital, vier Gesundheitszentren und neun Apotheken. Des Weiteren engagiert sich das Bistum in neun beruflichen Ausbildungszentren und drei Heimen für behinderte Kinder.
Die Mill Hill Missionare (St.-Josefs-Missionare von Mill Hill) sind seit 1895 im heutigen Kenia aktiv und gründeten in den von ihnen betreuten Pfarreien auch zahlreiche Schulen, Krankenhäuser und Krankenstationen. Die Bischöfe des Bistums Ngong sind alle aus dem Missionsinstitut von Mill Hill hervorgegangen. Die Kongregation von Karmelitern der Unbefleckten Gottesmutter Maria (Carmelites of Mary Immaculate, CMI) engagiert sich in der Schulung und Ausbildung für eine nachhaltige Vieh- und Landwirtschaft.

## Bischöfe
- Joannes de Reeper MHM, 1960–1964, dann Bischof von Kisumu
- Colin Cameron Davies MHM, 1964–2002
- Cornelius Schilder MHM, 2002–2009
- vakant (2009–2012; Apostolischer Administrator in diesem Zeitraum war John Kardinal Njue)
- John Oballa Owaa, seit 2012